# Poa scabrivaginata
Poa scabrivaginata là một loài cỏ trong họ hòa thảo, thuộc chi poa.